# Sadjemjaure
Sadjemjaure är en sjö i Gällivare kommun i Lappland och ingår i Kalixälvens huvudavrinningsområde. Sjön har en area på 0,271 kvadratkilometer och ligger 436 meter över havet. Sadjemjaure ligger i Lina fjällurskog Natura 2000-område.

## Delavrinningsområde
Sadjemjaure ingår i det delavrinningsområde (747075-169491) som SMHI kallar för Utloppet av Sadjemjaure. Medelhöjden är 477 meter över havet och ytan är 2,33 kvadratkilometer. Det finns ett avrinningsområde uppströms, och räknas det in blir den ackumulerade arean 14,16 kvadratkilometer. Vattendraget som avvattnar avrinningsområdet har biflödesordning 3, vilket innebär att vattnet flödar genom totalt 3 vattendrag innan det når havet efter 260 kilometer. Avrinningsområdet består mestadels av skog (83 procent). Avrinningsområdet har 0,27 kvadratkilometer vattenytor vilket ger det en sjöprocent på 11,7 procent.